# Canistrum fosterianum
Espèce
Canistrum fosterianum est une espèce de plantes tropicales de la famille des Bromeliaceae, endémique du Brésil.

## Distribution
L'espèce est endémique de l'État de Bahia au centre du Brésil.

## Description
L'espèce est épiphyte.